# Mustahil
Cet article concerne un district éthiopien. Pour le nom de famille, voir Hussain Mustahil.
Mustahil est un woreda de l’est de l’Éthiopie situé dans la zone Shabelle de la région Somali. Ce district a 49 315 habitants en 2007 et porte le nom de son chef-lieu.
Situé dans le sud-est de la zone Shabelle, le district est limitrophe de la Somalie et de la zone Korahe.
Appelé Mustahil,, ou Mustakhil', en somali : Mustaxiil, le chef-lieu se trouve au bord du Chébéli environ 170 km au sud-est de Gode.
|        | Higloley  | Shilabo |
| Kelafo | Mustahil  | Ferfer  |
|        | (Somalie) |         |

D'après le recensement national de 2007 réalisé par l'Agence centrale de la statistique d'Éthiopie, le district compte 49 315 habitants dont 13 % de citadins qui sont les 6 174 habitants du chef-lieu. Presque tous les habitants sont musulmans.
En 2022, la population est estimée à 72 199 personnes avec une densité de population de 25 personnes par km2 et 2 832 km2 de superficie.